# Epirrhoe alternata
Alternée
Espèce
Epirrhoe alternata, l’Alternée, est une espèce de lépidoptères (papillons) de la famille des Geometridae.

## Liste des sous-espèces
Selon Catalogue of Life (11 mai 2015) :
- sous-espèce Epirrhoe alternata albotaeniatula Bryk, 1942
- sous-espèce Epirrhoe alternata dubiosata Alphéraky, 1883
- sous-espèce Epirrhoe alternata islandica Prout, 1914
- sous-espèce Epirrhoe alternata obscurata South, 1888
- sous-espèce Epirrhoe alternata pseudotristata Heydemann, 1936
- sous-espèce Epirrhoe alternata subgressa Bryk, 1942